# (17040) Almeida
(17040) Almeida (1999 FT27) – planetoida z pasa głównego asteroid okrążająca Słońce w ciągu 3,53 lat w średniej odległości 2,32 j.a. Odkryta 19 marca 1999 roku.